# Contea di East Gippsland
La contea di East Gippsland è una local government area che si trova nello Stato di Victoria. Si estende su una superficie di 42.196 chilometri quadrati e ha una popolazione di 976 abitanti. La sede del consiglio si trova a Bairnsdale.